# Sankt Martin am Grimming
Sankt Martin am Grimming is een plaats en voormalige gemeente in de Oostenrijkse deelstaat Stiermarken. Het is een ortschaft van de gemeente Mitterberg-Sankt Martin, die deel uitmaakt van de expositur Gröbming binnen het district Liezen. 
De gemeente Sankt Martin am Grimming telde in 2013 764 inwoners. In 2015 ging ze bij een herindeling samen met Mitterberg op in de nieuwe gemeente Mitterberg-Sankt Martin.

## Geboren
- Carina Schrempf (1994), wielrenster

Aich · Gröbming · Haus · Michaelerberg-Pruggern · Mitterberg-Sankt Martin  · Öblarn · Ramsau am Dachstein · Schladming · Sölk